# WPRR
WPRR („Public Reality Radio“) ist eine Public Radio Station in Grand Rapids, Michigan mit einem News & Talk Programm. Die Station sendet auf Mittelwelle 1680 kHz. Auf UKW wird das Signal mittels eines Umsetzers ebenfalls in Grand Rapids übertragen.

## Public Reality Radio
Am 22. September 2008 wurde das heutige „Public Reality Radio“ geschaffen. Seitdem werden Sendungen des Pacifica Radio Networks mit Programmen von Thom Hartmann und anderen übernommen.
Ziel des Programmes ist es, Bildung an möglichst breite Hörerschichten zu bringen, mit einem intelligenten und fordernden Programm. Mit einer großen Meinungsvielfalt sollen Themen aus allen bereichen von Philosophie über Wissenschaft, Politik bis zur Religion behandelt werden.
Aus WPRR ist ein kleines Netzwerk an Sendern entstanden. In West Michigan sendet WPRR-FM auf 90,1 MHz und mit einem Umsetzer auch in Pontiac auf 95,3 MHz. WPJC überträgt das Programm auf 88,3 MHz.